# McKinley-Nunatak
Der McKinley-Nunatak ist der südlichste dreier großer Nunatakker inmitten des oberen Abschnitt des Liv-Gletschers im Königin-Maud-Gebirge in der antarktischen Ross Dependency. Er ragt 8 km nordnordöstlich des Barnum Peak auf.
Die Südgruppe der New Zealand Geological Survey Antarctic Expedition (1961–1962) benannte ihn nach Ashley Chadbourne McKinley (1896–1970), Fotograf beim Flug des US-amerikanischen Polarforschers Richard Evelyn Byrd zum geographischen Südpol im November 1929.